# Tipula pagana
Tipula pagana är en tvåvingeart som beskrevs av Johann Wilhelm Meigen 1818. Tipula pagana ingår i släktet Tipula och familjen storharkrankar. Arten är reproducerande i Sverige. Inga underarter finns listade i Catalogue of Life.

## Bildgalleri

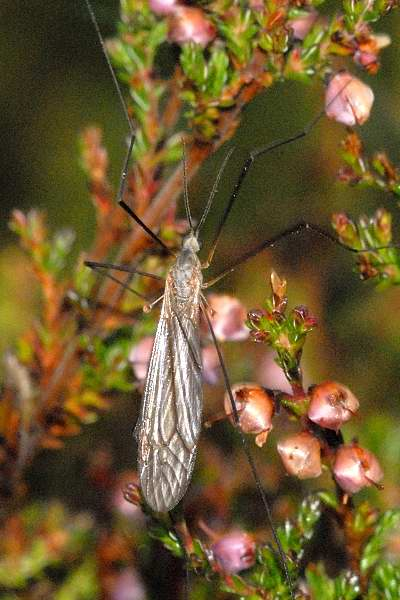
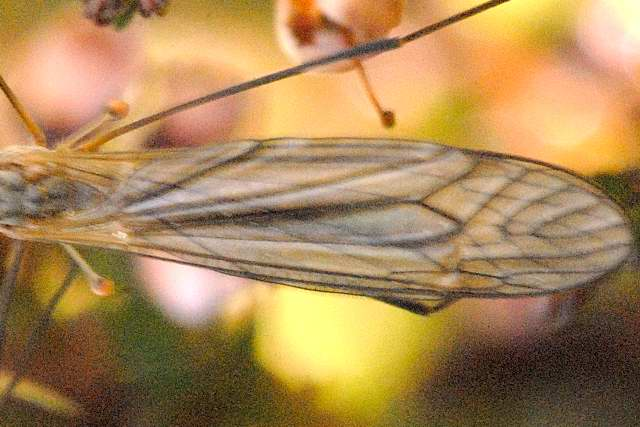